# Irmhild Proft
Irmhild Proft (* 28. November 1936 in Berlin; † 2022 ebenda) war eine deutsche Illustratorin und Bühnen- und Kostümbildnerin.

## Leben und Werk
Irmhild Proft studierte in Berlin Bühnen- und Kostümbild und arbeitete danach in ihrem Beruf an verschiedenen Theatern und seit den 1960er Jahren als freischaffende Malerin und Grafikerin in Berlin. Sie schuf gemeinsam mit ihrem Mann Hilmar Proft insbesondere eine große Zahl von Buchillustrationen für den Alfred Holz-Verlag, den Altberliner Verlag Lucie Groszer, Aufbau-Verlag, Eulenspiegel-Verlag, Kinderbuchverlag, Verlag Das Neue Berlin und Volk und Welt.
Dabei kamen sie zu künstlerisch und handwerklich ausgefallenen Lösungen. Z. B. arbeiteten sie bei den Illustrationen zu Jonathan von Günther Feustel (Altberliner Verlag Lucie Groszer, 1969) mit Materialcollagen, bei denen sie scherenschnitthaft gepresste Pflanzen, Häkelstrukturen und zurechtgezupfte, meist grobe Gewebe benutzten. Für Armer Ritter von Peter Hacks (Der Kinderbuchverlag, 1981) schufen sie fantasievolle Adaptionen der Bilder der Manessischen Liederhandschrift.
Mit ihrem Mann gestaltete Irmhild Proft u. a. auch 1973 die Puppen für den Film Peter und der Wolf des DEFA-Studios für Trickfilme.
Die Handschriften von Irmhild und Hilmar Proft sind stilistisch nur schwer auseinanderzuhalten.
Irmhild Proft war bis 1990 Mitglied des Verbands Bildender Künstler der DDR. Sie lebte mit ihrem Mann in Berlin-Biesdorf, wo beide selbstbestimmt gemeinsam aus dem Leben schieden.

## Ausstellungen (mutmaßlich unvollständig)
- 1967/1968 und 1977/1978: Dresden, VI. Deutsche Kunstausstellung und VIII. Kunstausstellung der DDR
- 1976: Berlin, Bezirkskunstausstellung
- 1979: Berlin, Ausstellungszentrum am Fernsehturm („Buchillustrationen in der DDR. 1949–1979“)